# Marduk-apla-usur
Marduk-apla-usur va ser un cabdill d'una tribu dels caldeus al segle viii aC que va ser rei de Babilònia després de Marduk-bel-zeri, possiblement entre els anys 780 aC i 769 aC aproximadament. Només se'l coneix per algunes inscripcions i va governar en un període de caos a la regió. No se l'ha de confondre amb un altre Marduk-apla-usur que va ser governador de Shuhi, un estat arameu de l'Eufrates que pagava tribut al rei Salmanassar III (859 aC-824 aC) rei d'Assíria.
Probablement era contemporani dels reis d'Assíria Salmanassar IV (783 aC al 773 aC)i Aixurdan III (773 aC al 755 aC). Se sap que Aixurdan va organitzar campanyes contra el nord de Babilònia al menys en tres ocasions, el 771 aC contra la ciutat de Gannanāti, una ciutat vora el riu Diyala, el 770 aC contra Marad i el 767 aC una altra vegada contra Gannanāti, i en les tres ocasions va devastar el territori. Durant aquesta confusió, els caldeus del sud van aprofitar la situació i Marduk-apla-usur hauria ocupat el tron de Babilònia. Consta com a rei a l'anomenada Crònica Sincrònica, que relaciona els reis de Babilònia amb els d'Assíria. La Llista dels reis de Babilònia també l'inclou.
Sembla que el seu successor, Eriba-Marduk, també caldeu, pertanyia a una altra tribu, ja que una fragmentària Crònica Dinàstica diu que amb Marduk-apla-usur es va acabar la dinastia caldea i el regne va passar al País de la Mar. S'ha conservat un fragment d'una narració del temps de l'Imperi Neobabilònic titulada Els crims i els sacrilegis de Nabu-šuma-iškun, un rei posterior, on se'l menciona.